# جان كلود لوروا
جان كلود لوروا (بالفرنسية: Jean-Claude Leroy) هو سياسي فرنسي، ولد في 3 يونيو 1952 في وافرانس سور لا في فرنسا. حزبياً، نشط في الحزب الاشتراكي.

## مناصب
- انتخب عضو المجلس العام  [لغات أخرى]‏.
- انتخب عضو مجلس الشيوخ الفرنسي.
- انتخب رئيس بلدية [الإنجليزية]‏ لومبيرس (20 مارس 1989 – 18 مارس 2001).
- انتخب نائب فرنسي.
- انتخب نائب برلماني [الإنجليزية]‏ (2002 – 2011).